# Sky Brown
Sky Brown (Miyazaki, 7 luglio 2008) è una skater e surfista britannica di origini giapponesi.

## Biografia
Nata a Miyazaki da padre inglese e madre giapponese, scopre la passione per lo skateboard già da bambina. Nel maggio 2021 ottiene la qualificazione alle Olimpiadi di Tokyo 2020, la prima edizione dei Giochi olimpici estivi a includere la disciplina dello skateboard. Nel corso della competizione si aggiudica la medaglia di bronzo nella specialità del park.